# Pterallastes
Pterallastes là một chi ruồi trong họ Syrphidae.